# Swiss Open Gstaad
Swiss Open Gstaad (також Відкритий чемпіонат Швейцарії, EFG Swiss Open Gstaad за назвою спонсора) — міжнародний щорічний чоловічий професійний тенісний турнір, який проводиться в на відкритих ґрунтових кортах з 1915 року, є частиною  туру ATP 250. Протягом своєї історії турнір відбувався в містах Базель, Шанпері, Женева, Гштаад, Les Avants, Монтре, Лозанна, Лугано, Люцерн, Ragatz, Санкт-Моріц, Церматт та Цюрих.

## Фінали

### Одиночний розряд
| Рік                               | Чемпіон                                             | Фіналіст                                            | Рахунок                                             |
| --------------------------------- | --------------------------------------------------- | --------------------------------------------------- | --------------------------------------------------- |
| Gstaad International              |                                                     |                                                     |                                                     |
| 1915                              | Victor de Coubasch                                  | Charles Barde                                       | 8–6, 6–2, 3–6, 2–6, 6–3                             |
| Неповні дані (1916–1930, 32,34)   |                                                     |                                                     |                                                     |
| Gstaad International              |                                                     |                                                     |                                                     |
| 1931                              | Ектор Фішер                                         | Шарль Ешліманн                                      | 6–1, 6–1, 6–1                                       |
| 1933                              | Ектор Фішер                                         | Боріс Манефф                                        | 6–1, 6–3, 6–1                                       |
| 1935                              | Макс Елмер                                          | M Bertman                                           | 6–1, 6–3, 6–4                                       |
| 1936                              | Wernher Steiner                                     | Guy Troncin                                         | ?                                                   |
| Swiss International Championships |                                                     |                                                     |                                                     |
| 1937                              | Guy Troncin                                         | Боріс Манефф                                        | 6–4, 6–4, 6–4                                       |
| Gstaad International              |                                                     |                                                     |                                                     |
| 1938                              | Боріс Манефф                                        | André Jacquemet                                     | 6–0, 3–6, 6–2, 6–3                                  |
| 1939                              | Боріс Манефф                                        | Маріо Савост                                        | 6–3, 7–5                                            |
| 1940                              | Ганс Пфафф                                          | Ектор Фішер                                         | 6–3, 2–6, 6–4                                       |
| 1941                              | Йост Шпітцер                                        | Georges Grange                                      | 6-3 6-3 6-2                                         |
| Swiss International Championships |                                                     |                                                     |                                                     |
| 1942                              | Ганс Пфафф                                          | Йост Шпітцер                                        | 6–2, 6–4, 6–3                                       |
| Gstaad International              |                                                     |                                                     |                                                     |
| 1943                              | Йост Шпітцер                                        | Рене Бусер                                          | 5–7, 8–6, 1–6, 6–3, 6–4                             |
| 1944                              | Боріс Манефф                                        | Йост Шпітцер                                        | 6–0, 6–2, 6–2                                       |
| 1945                              | Боріс Манефф                                        | Aleco Noghes                                        | 6–3, 6–4, 7–5                                       |
| 1946                              | Владімір Черник                                     | Богуслав Гикш                                       | 6–0, 0–6, 1–6, 6–4, 6–2                             |
| 1947                              | Марселло Дель Белло                                 | Mario Belardinelli                                  | walkover                                            |
| 1948                              | Півфінали та фінал не відбулися                     | Півфінали та фінал не відбулися                     | Півфінали та фінал не відбулися                     |
| 1949                              | Ерл Кочелл                                          | Ярослав Дробний (тенісист)                          | 3–6, 6–3, 2–6, 6–3, 7–5                             |
| 1950                              | Владімір Черник                                     | Сумант Місра                                        | 6–1, 2–6, 6–8, 6–4, 6–3                             |
| 1951                              | Расселл Сеймур                                      | Сід Леві                                            | 2–6, 6–3, 7–5, 1–6, 6-4                             |
| Swiss International Championships |                                                     |                                                     |                                                     |
| 1952                              | Герберт Флам                                        | Ірвін Дорфман                                       | 6–4, 6–2, 6–1                                       |
| 1953                              | Півфінали та фінал не відбулися                     | Півфінали та фінал не відбулися                     | Півфінали та фінал не відбулися                     |
| 1954                              | Лью Гоуд                                            | Ніл Фрейзер                                         | 6–4, 11–9, 6–4                                      |
| 1955                              | Арт Ларсен                                          | Енріке Мореа                                        | 6–4, 2–6, 6–2, 6–2                                  |
| Gstaad International              |                                                     |                                                     |                                                     |
| 1956                              | Ярослав Дробний (тенісист)                          | Ніл Фрейзер                                         | 7–5, 6–3, 6–3                                       |
| Swiss International Championships |                                                     |                                                     |                                                     |
| 1957                              | Бадж Петті                                          | Ярослав Дробний (тенісист)                          | 3–6, 6–3, 6–3, 6–1                                  |
| 1958                              | Ешлі Купер                                          | Ніл Фрейзер                                         | 2–6, 3–6, 7–5, 6–4, 6–3                             |
| Gstaad International              |                                                     |                                                     |                                                     |
| 1959                              | Луїс Аяла                                           | Ян-Ерік Лундквіст                                   | 6–1, 6–2, 6–1                                       |
| Swiss International Championships |                                                     |                                                     |                                                     |
| 1960                              | Рой Емерсон                                         | Майк Девіс                                          | 6–4, 9–7, 6–2                                       |
| 1961                              | Рой Емерсон                                         | Луїс Аяла                                           | 6–3, 6–1, 6–0                                       |
| Gstaad International              |                                                     |                                                     |                                                     |
| 1962                              | Род Лейвер                                          | Ніл Фрейзер                                         | 6–4, 6–4, 8–6                                       |
| Swiss International Championships |                                                     |                                                     |                                                     |
| 1963                              | Нікола П'єтранджелі                                 | Рой Емерсон                                         | 7–5, 6–2, 6–2                                       |
| Gstaad International              |                                                     |                                                     |                                                     |
| 1964                              | Томас Кош                                           | Роналд Барнз                                        | 6–3, 6–1, 7–9, 7–5                                  |
| 1965                              | Патрісіо Родрігес                                   | Томас Кош                                           | 2–6, 6–3, 6–2, 6–2                                  |
| Swiss International Championships |                                                     |                                                     |                                                     |
| 1966                              | Рой Емерсон                                         | Мануель Сантана                                     | 5–7, 7–5, 6–3                                       |
| 1967                              | Рой Емерсон                                         | Мануель Сантана                                     | 6–2, 8–6, 6–4                                       |
| ↓ Відкрита ера ↓                  |                                                     |                                                     |                                                     |
| Swiss Open Championships          |                                                     |                                                     |                                                     |
| 1968                              | Кліфф Дрісдейл                                      | Том Оккер                                           | 6–3, 6–3, 6–0                                       |
| 1969                              | Рой Емерсон                                         | Том Оккер                                           | 6–1, 12–14, 6–4, 6–4                                |
| 1970                              | Тоні Роч                                            | Том Оккер                                           | 7–5, 7–5, 6–3                                       |
| ↓ Grand Prix circuit ↓            |                                                     |                                                     |                                                     |
| 1971                              | Джон Ньюкомб                                        | Том Оккер                                           | 6–2, 5–7, 1–6, 7–5, 6–3                             |
| 1972                              | Андрес Хімено                                       | Адріано Панатта                                     | 7–5, 9–8, 6–4                                       |
| 1973                              | Іліє Настасе                                        | Рой Емерсон                                         | 6–4, 6–3, 6–3                                       |
| 1974                              | Гільєрмо Вілас                                      | Мануель Орантес                                     | 6–1, 6–2                                            |
| 1975                              | Кен Роузволл                                        | Карл Майлер                                         | 6–4, 6–4, 6–3                                       |
| 1976                              | Рауль Рамірес                                       | Адріано Панатта                                     | 7–5, 6–7, 6–1, 6–3                                  |
| 1977                              | Джефф Боров'як                                      | Жан-Франсуа Кодоль                                  | 2–6, 6–1, 6–3                                       |
| 1978                              | Гільєрмо Вілас                                      | Хосе Луїс Клерк                                     | 6–3, 7–6, 6–4                                       |
| 1979                              | Ульріх Піннер                                       | Пітер Макнамара                                     | 6–2, 6–4, 7–5                                       |
| 1980                              | Гайнц Ґюнтгардт                                     | Кім Ворвік                                          | 4–6, 6–4, 7–6                                       |
| 1981                              | Войцех Фібак                                        | Яннік Ноа                                           | 6–1, 7–6                                            |
| 1982                              | Хосе Луїс Клерк                                     | Гільєрмо Вілас                                      | 6–1, 6–3, 6–2                                       |
| 1983                              | Сенді Меєр                                          | Томаш Шмід                                          | 6–0, 6–3, 6–2                                       |
| 1984                              | Йоакім Нюстром                                      | Браян Тічер                                         | 6–4, 6–2                                            |
| 1985                              | Йоакім Нюстром                                      | Andreas Maurer                                      | 6–4, 1–6, 7–5, 6–3                                  |
| 1986                              | Стефан Едберг                                       | Роланд Штадлер                                      | 7–5, 4–6, 6–1, 4–6, 6–2                             |
| 1987                              | Еміліо Санчес Вікаріо                               | Роналд Ейдженор                                     | 6–2, 6–3, 7–6                                       |
| 1988                              | Даррен Кейгілл                                      | Якоб Гласек                                         | 6–3, 6–4, 7–6                                       |
| 1989                              | Карл-Уве Штеб                                       | Магнус Густафссон                                   | 6–7, 3–6, 6–2, 6–4, 6–2                             |
| ↓ Тур ATP 250 ↓                   |                                                     |                                                     |                                                     |
| 1990                              | Мартін Хайте                                        | Серхі Бругера                                       | 6–3, 6–7, 6–2, 6–2                                  |
| 1991                              | Еміліо Санчес Вікаріо                               | Серхі Бругера                                       | 6–1, 6–4, 6–4                                       |
| 1992                              | Серхі Бругера                                       | Франсіско Клавет                                    | 6–1, 6–4                                            |
| 1993                              | Серхі Бругера                                       | Карел Новачек                                       | 6–3, 6–4                                            |
| 1994                              | Серхі Бругера                                       | Гі Форже                                            | 3–6, 7–5, 6–2, 6–1                                  |
| 1995                              | Євген Кафельников                                   | Якоб Гласек                                         | 6–3, 6–4, 3–6, 6–3                                  |
| 1996                              | Альберт Коста                                       | Фелікс Мантілья                                     | 4–6, 7–6(7–2), 6–1, 6–0                             |
| 1997                              | Фелікс Мантілья                                     | Хуан Альберт Вілока                                 | 6–1, 6–4, 6–4                                       |
| 1998                              | Алекс Корретха                                      | Борис Бекер                                         | 7–6(7–5), 7–5, 6–3                                  |
| 1999                              | Альберт Коста                                       | Ніколас Лапентті                                    | 7–6(7–4), 6–3, 6–4                                  |
| 2000                              | Алекс Корретха                                      | Маріано Пуерта                                      | 6–1, 6–3                                            |
| 2001                              | Їржі Новак (тенісист)                               | Хуан Карлос Ферреро                                 | 6–1, 6–7(5–7), 7–5                                  |
| 2002                              | Алекс Корретха                                      | Гастон Гаудіо                                       | 6–3, 7–6(7–3), 7–6(7–3)                             |
| 2003                              | Їржі Новак (тенісист)                               | Роджер Федерер                                      | 5–7, 6–3, 6–3, 1–6, 6–3                             |
| 2004                              | Роджер Федерер                                      | Ігор Андрєєв                                        | 6–2, 6–3, 5–7, 6–3                                  |
| 2005                              | Гастон Гаудіо                                       | Стен Вавринка                                       | 6–4, 6–4                                            |
| 2006                              | Рішар Гаске                                         | Фелісіано Лопес                                     | 7–6(7–4), 6–7(3–7), 6–3, 6–3                        |
| 2007                              | Поль-Анрі Матьє                                     | Андреас Сеппі                                       | 6–7(1–7), 6–3, 7–5                                  |
| 2008                              | Віктор Генеску                                      | Ігор Андрєєв                                        | 6–3, 6–4                                            |
| 2009                              | Томас Беллуччі                                      | Андреас Бек                                         | 6–4, 7–6(7–2)                                       |
| 2010                              | Ніколас Альмагро                                    | Рішар Гаске                                         | 7–5, 6–1                                            |
| 2011                              | Марсель Гранольєрс                                  | Фернандо Вердаско                                   | 6–4, 3–6, 6–3                                       |
| 2012                              | Томас Беллуччі                                      | Янко Типсаревич                                     | 6–7(6–8), 6–4, 6–2                                  |
| 2013                              | Михайло Южний                                       | Робін Гаасе                                         | 6–3, 6–4                                            |
| 2014                              | Пабло Андухар                                       | Хуан Монако                                         | 6–3, 7–5                                            |
| 2015                              | Домінік Тім                                         | Давід Ґоффен                                        | 7–5, 6–2                                            |
| 2016                              | Фелісіано Лопес                                     | Робін Гаасе                                         | 6–4, 7–5                                            |
| 2017                              | Фабіо Фоніні                                        | Яннік Ганфманн                                      | 6–4, 7–5                                            |
| 2018                              | Маттео Берреттіні                                   | Роберто Баутіста Аґут                               | 7–6(11–9), 6–4                                      |
| 2019                              | Альберт Рамос Віньолас                              | Седрік-Марсель Штебе                                | 6–3, 6–2                                            |
| 2020                              | Не проводився через пандемію коронавірусної хвороби | Не проводився через пандемію коронавірусної хвороби | Не проводився через пандемію коронавірусної хвороби |
| 2021                              | Каспер Рууд                                         | Юґо Ґастон                                          | 6–3, 6–2                                            |
| 2022                              | Каспер Рууд                                         | Маттео Берреттіні                                   | 4–6, 7–6(7–4), 6–2                                  |
| 2023                              | Педро Качін                                         | Альберт Рамос Віньолас                              | 3–6, 6–0, 7–5                                       |
| 2024                              | Маттео Берреттіні                                   | Квентен Аліс                                        | 6–3, 6–1                                            |
| 2025                              | Олександр Бублик                                    | Хуан Мануель Черундоло                              | 6–4, 4–6, 6–3                                       |

### Парний розряд
| Рік                    | Чемпіони                                            | Фіналісти                                           | Рахунок                                             |
| ---------------------- | --------------------------------------------------- | --------------------------------------------------- | --------------------------------------------------- |
| 1968                   | Джон Ньюкомб Денніс Ролстрон                        | Мал Андерсон Том Оккер                              | 8–10, 12–10, 12–14, 6–3, 6–3                        |
| 1969                   | Том Оккер Марті Ріссен                              | Мал Андерсон Рой Емерсон                            | 6–1, 6–4                                            |
| 1970                   | Кліфф Дрісдейл Роджер Тейлор                        | Том Оккер Марті Ріссен                              | 6–2, 6–3, 6–2                                       |
| ↓ Grand Prix circuit ↓ |                                                     |                                                     |                                                     |
| 1971                   | Джон Александер Філ Дент                            | Джон Ньюкомб Том Оккер                              | 5–7, 6–3, 6–4                                       |
| 1972                   | Андрес Хімено Антоніо Муньйос                       | Адріано Панатта Йон Ціріак                          | 9–8, 4–6, 6–1, 7–5                                  |
| 1973                   | Парний турнір не проводився                         | Парний турнір не проводився                         | Парний турнір не проводився                         |
| 1974                   | Хосе Їгерас Мануель Орантес                         | Рой Емерсон Томас Кош                               | 7–5, 0–6, 6–1, 9–8                                  |
| 1975                   | Юрген Фассбендер Ганс-Юрген Поманн                  | Колін Даудесвелл Кен Роузволл                       | 6–4, 9–7, 6–1                                       |
| 1976                   | Юрген Фассбендер Ганс-Юрген Поманн                  | Паоло Бертолуччі Адріано Панатта                    | 7–5, 6–3, 6–3                                       |
| 1977                   | Юрген Фассбендер Карл Майлер                        | Колін Даудесвелл Боб Г'юїтт                         | 6–4, 7–6                                            |
| 1978                   | Марк Едмондсон Том Оккер                            | Боб Г'юїтт Кім Ворвік                               | 6–4, 1–6, 6–1, 6–4                                  |
| 1979                   | Марк Едмондсон Джон Маркс                           | Йон Ціріак Гільєрмо Вілас                           | 2–6, 6–1, 6–4                                       |
| 1980                   | Колін Даудесвелл Ісмаїл Ель-Шафей                   | Марк Едмондсон Кім Ворвік                           | 6–4, 6–4                                            |
| 1981                   | Гайнц Ґюнтгардт Маркус Ґюнтгардт                    | Девід Картер Пол Кронк                              | 6–4, 6–1                                            |
| 1982                   | Сенді Меєр Ферді Тейган                             | Гайнц Ґюнтгардт Маркус Ґюнтгардт                    | 6–2, 6–3                                            |
| 1983                   | Павел Сложил Томаш Шмід                             | Колін Даудесвелл Войцех Фібак                       | 6–7, 6–4, 6–2                                       |
| 1984                   | Гайнц Ґюнтгардт Маркус Ґюнтгардт                    | Жівалдо Барбоза Жоао Суарес                         | 6–4, 3–6, 7–6                                       |
| 1985                   | Войцех Фібак Томаш Шмід                             | Бред Дрюетт Марк Едмондсон                          | 6–7, 6–4, 6–4                                       |
| 1986                   | Серхіо Касаль Еміліо Санчес Вікаріо                 | Стефан Едберг Йоакім Нюстром                        | 6–3, 3–6, 6–3                                       |
| 1987                   | Ян Гуннарссон Томаш Шмід                            | Луї Курто Гі Форже                                  | 7–6, 6–2                                            |
| 1988                   | Петр Корда Мілан Шрейбер                            | Андрес Гомес Еміліо Санчес Вікаріо                  | 7–6, 7–6                                            |
| 1989                   | Кассіу Мотта Тодд Вітскен                           | Петр Корда Мілан Шрейбер                            | 6–4, 6–3                                            |
| ↓ Тур ATP 250 ↓        |                                                     |                                                     |                                                     |
| 1990                   | Серхіо Касаль Еміліо Санчес Вікаріо                 | Омар Кампорезе Хав'єр Санчес                        | 6–3, 3–6, 7–5                                       |
| 1991                   | Гері Мюллер Дані Віссер                             | Гі Форже Якоб Гласек                                | 7–6, 6–4                                            |
| 1992                   | Гендрік Ян Давідс Лібор Пімек                       | Петр Корда Цирил Сук                                | W/O                                                 |
| 1993                   | Седрік Пйолін Марк Россе                            | Гендрік Ян Давідс Піт Норвал                        | 6–3, 3–6, 7–6                                       |
| 1994                   | Серхіо Касаль Еміліо Санчес Вікаріо                 | Менно Остінг Даніель Вацек                          | 7–6, 6–4                                            |
| 1995                   | Луїс Лобо Хав'єр Санчес                             | Арно Боеч Марк Россе                                | 6–7, 7–6, 7–6                                       |
| 1996                   | Їржі Новак (тенісист) Павел Візнер                  | Тревор Кронеманн Девід Макферсон                    | 4–6, 7–6, 7–6                                       |
| 1997                   | Євген Кафельников Даніель Вацек                     | Тревор Кронеманн Девід Макферсон                    | 4–6, 7–6, 6–3                                       |
| 1998                   | Густаво Куертен Фернандо Мелігені                   | Даніель Оршанік Цирил Сук                           | 6–4, 7–5                                            |
| 1999                   | Доналд Джонсон Цирил Сук                            | Александар Кітінов Ерік Тайно                       | 7–5, 7–6                                            |
| 2000                   | Їржі Новак (тенісист) Давід Рікл                    | Жером Гольмар Міхаель Кольманн                      | 3–6, 6–3, 6–4                                       |
| 2001                   | Роджер Федерер Марат Сафін                          | Майкл Гілл Джефф Таранго                            | 0–1, retired                                        |
| 2002                   | Джошуа Ігл Давід Рікл                               | Массімо Бертоліні Крістіан Бранді                   | 7–6, 6–4                                            |
| 2003                   | Леандер Паес Давід Рікл                             | Франтішек Чермак Леош Фридль                        | 6–3, 6–3                                            |
| 2004                   | Леандер Паес Давід Рікл                             | Марк Россе Стен Вавринка                            | 6–4, 6–2                                            |
| 2005                   | Франтішек Чермак Леош Фридль                        | Міхаель Кольманн Райнер Шуттлер                     | 7–6, 7–6                                            |
| 2006                   | Їржі Новак (тенісист) Андрей Павел                  | Марко К'юдінеллі Жан-Клод Шеррер                    | 6–3, 6–1                                            |
| 2007                   | Франтішек Чермак Павел Візнер                       | Марк Жікель Флоран Серра                            | 7–5, 5–7, [10–7]                                    |
| 2008                   | Ярослав Левинський Філіп Полашек                    | Штефан Волі Стен Вавринка                           | 3–6, 6–2, [11–9]                                    |
| 2009                   | Марко К'юдінеллі Міхаель Ламмер                     | Ярослав Левинський Філіп Полашек                    | 7–5, 6–3                                            |
| 2010                   | Юган Брунстрем Яркко Ніємінен                       | Марсело Мело Бруно Соарес                           | 6–3, 6–7(4–7), [11–9]                               |
| 2011                   | Франтішек Чермак Філіп Полашек                      | Крістофер Кас Александер Пея                        | 6–3, 7–6(11–9)                                      |
| 2012                   | Марсель Гранольєрс Марк Лопес Таррес                | Роберт Фара Сантьяго Хіральдо                       | 6–4, 7–6(11–9)                                      |
| 2013                   | Джеймі Маррей Джон Пірс (тенісист)                  | Пабло Андухар Гільєрмо Гарсія-Лопес                 | 6–3, 6–4                                            |
| 2014                   | Андре Бегеманн Робін Гаасе                          | Раміз Джунейд Міхал Мертиняк                        | 6–3, 6–4                                            |
| 2015                   | Олександр Бурий Денис Істомін                       | Олівер Марах Айсам-уль-Хак Куреші                   | 3–6, 6–2, [10–5]                                    |
| 2016                   | Хуліо Перальта Орасіо Себальйос                     | Мате Павич Майкл Вінус                              | 7–6(7–2), 6–2                                       |
| 2017                   | Олівер Марах Філіпп Освальд                         | Жонатан Ейссерік Франко Шкугор                      | 6–3, 4–6, [10–8]                                    |
| 2018                   | Маттео Берреттіні Даніеле Браччалі                  | Денис Молчанов Ігор Зеленай                         | 7–6(7–2), 7–6(7–5)                                  |
| 2019                   | Сандер Жіє Йоран Вліґен                             | Філіпп Освальд Філіп Полашек                        | 6–4, 6–3                                            |
| 2020                   | Не проводився через пандемію коронавірусної хвороби | Не проводився через пандемію коронавірусної хвороби | Не проводився через пандемію коронавірусної хвороби |
| 2021                   | Марк-Андреа Гюслер Домінік Штрікер                  | Шимон Валькув Ян Зелінський                         | 6–1, 7–6(9–7)                                       |
| 2022                   | Томіслав Бркич Франсіску Кабрал                     | Робін Гаасе Філіпп Освальд                          | 6–4, 6–4                                            |
| 2023                   | Домінік Штрікер Стен Вавринка                       | Марсело Демолінер Матве Мідделкоп                   | 7–6(10–8), 6–2                                      |
| 2024                   | Юго Енбер Фабріс Мартен                             | Юкі Бгамбрі Альбано Оліветті                        | 3–6, 6–3, [10–6]                                    |
| 2025                   | Франсіску Кабрал Лукас Мідлер                       | Гендрік Єбенс Альбано Оліветті                      | 6–7(4–7), 7–6(7–4), [10–3]                          |